# Steve Cipa

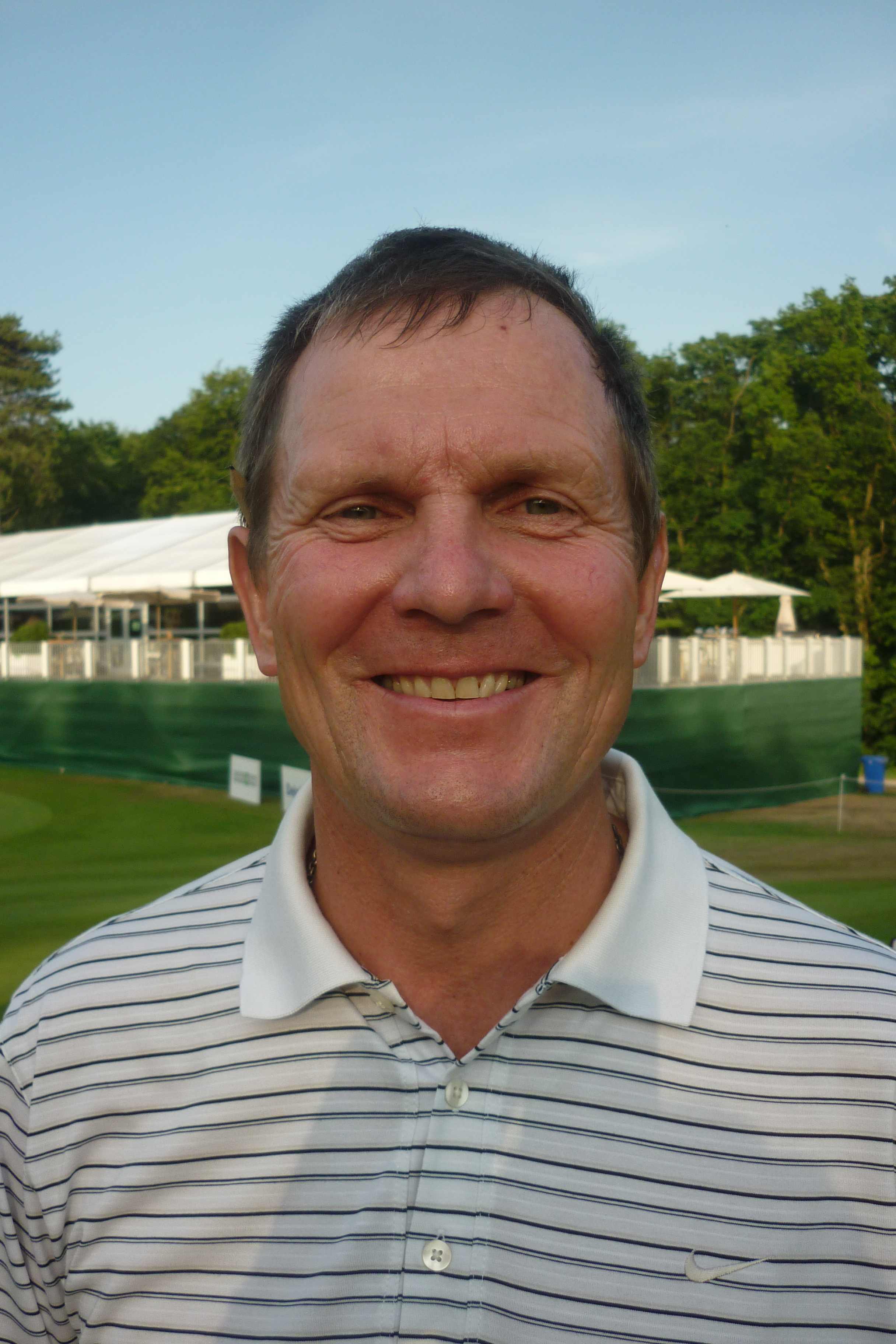
Van Lanschot Senior Open.

Steve Cipa (20 april 1960) is een golfprofessional  uit Engeland.
Cipa werd in 1980 professional en geeft les op de South Essex Golf Centre. In 1982, 1985 en 1987 speelde Cipa het Brits Open.
In juli 2009 won hij de Lauren Page Trust Pro-Am op Woolston Manor met een individuele score van 69 (-3). Eind 2009 haalde hij via de Tourschool zijn spelerskaart voor de Europese Senior Tour. Winnaar daar was John Harrison met -14. Cipa werd 12de, twintig spelers kregen een kaart.

Eind april 2010 werd hij vijftig jaar en mocht hij op de Senior Tour spelen. Het Van Lanschot Senior Open was zijn vierde toernooi.